# Proteina 1 della morte cellulare programmata
La proteina 1 della morte cellulare programmata, conosciuta anche come PD-1 o CD279 (dove CD sta per cluster di differenziazione), è una proteina recettoriale transmembrana dei linfociti B e T, appartenente alla superfamiglia delle immunoglobuline, che ha un ruolo nella regolazione della risposta immunitaria nei confronti delle cellule dell'organismo, mitigandola e aumentando la tolleranza al self, sopprimendo l'attività infiammatoria promossa e sviluppata dai linfociti T. Da un lato questa regolazione serve a prevenire le malattie autoimmuni, dall'altro lato può impedire al sistema immunitario di uccidere le cellule neoplastiche, favorendo la proliferazione dei tumori.
PD-1 è un importante checkpoint immunitario e opera una difesa dalle reazioni autoimmuni mediante due meccanismi; il primo riguarda la promozione dell'apoptosi ("morte cellulare programmata", da cui il nome della proteina) di determinati linfociti T antigene-specifici all'interno dei linfonodi. Allo stesso modo, inibisce i meccanismi apoptotici dei linfociti T regolatori (detti anche linfociti T immunosoppressori, i quali svolgono una funzione antinfiammatoria).
Gli inibitori di PD-1, una nuova classe di anticorpi monoclonali in grado di bloccare la proteina, consentono di attivare il sistema immunitario contro le cellule tumorali, permettendo così di curare alcuni specifici tipi di cancro.
Negli esseri umani, la proteina 1 della morte cellulare programmata è codificata dal gene PDCD1, posto sul cromosoma 2. La proteina si associa a due specifici ligandi, PD-L1 e PD-L2.

## Aspetti terapeutici
Sono stati sviluppati molti agenti immunoterapici antitumorali che hanno come target la proteina 1 della morte cellulare programmata. Uno di questi farmaci è il nivolumab, un anticorpo monoclonale prodotto dalla Bristol-Myers Squibb, che induce una risposta immunitaria completa o parziale contro le forme di carcinoma del polmone a cellule non piccole, alcune forme di carcinoma renale e alcuni tipi di melanoma; l'efficacia del nivolumab è stata rilevata mediante uno studio clinico che ha riguardato un totale di 296 pazienti oncologici. Il tumore del colon-retto e il tumore del pancreas, invece, non rispondono adeguatamente alla terapia con il nivolumab. Questo anticorpo monoclonale è stato approvato nel 2014 per il trattamento del melanoma metastatico, prima in Giappone (a luglio) e poi negli Stati Uniti (a dicembre, con autorizzazione da parte della Food and Drug Administration).
Il pembrolizumab, prodotto dalla Merck, agisce anch'esso sui recettori della proteina PD-1 ed è stato approvato negli Stati Uniti nel settembre 2014 dalla Food and Drug Administration (FDA) per il trattamento del melanoma metastatico. Nel Regno Unito, dal marzo 2015, per i pazienti con melanoma in fase avanzata è stato possibile accedere al pembrolizumab mediante un iter di approvazione velocizzato, UK Early Access to Medicines Scheme (EAMS). Si stanno effettuando studi clinici negli Stati Uniti per valutare l'eventuale efficacia del pembrolizumab nella cura del carcinoma del polmone, del mesotelioma e di alcuni tipi di linfoma; in questi studi gli effetti collaterali del pembrolizumab sono stati generalmente ben tollerati e il farmaco ha dimostrato una buona efficacia complessiva; a carico della casa farmaceutica produttrice è ora la facoltà di sottoporre il pembrolizumab all'iter di eventuale approvazione da parte della FDA statunitense per il trattamento di tutti i tumori citati; ad ogni modo, già nell'ottobre 2015 la FDA ha autorizzato l'utilizzo del pembrolizumab per il carcinoma del polmone a cellule non piccole nei pazienti parzialmente o completamente refrattari ad altri tipi di terapia.
Sono in corso sperimentazioni cliniche con altri anticorpi monoclonali aventi come target, anche in questo caso, i recettori della proteina 1 della morte cellulare programmata, come il pidilizumab (prodotto dall'azienda Cure Tech), il toripalimab (prodotto dalla TopAlliance, è un anticorpo umanizzato del sottogruppo IgG4 delle immunoglobuline) e due anticorpi che si legano non alla proteina in sè, bensì al suo ligando principale (PD-L1), ossia l'atezolizumab (prodotto dalla Roche) e l'avelumab (prodotto dalla Merck KGaA e da Pfizer).